# شهرستان جونان
شهرستان جونان (به لاتین: Junan County) یک منطقهٔ مسکونی در چین است که در لینیای واقع شده‌است. شهرستان جونان ۱۱۳ متر بالاتر از سطح دریا واقع شده‌است.